# Richard Buchta
Richard Buchta est un explorateur et photographe autrichien né le 19 janvier 1845 à Radłów (Galicie) et mort le 29 juillet 1894 à Vienne.

## Biographie
En 1877, Richard Buchta arrive à Khartoum. Le gouverneur Charles-George Gordon lui facilite alors un voyage sur le Haut-Nil sur les territoires d'Emin Pacha. En 1885, il traverse le désert du Fayoum.

## Œuvres
Il collabore au premier volume du Voyage en Afrique de Wilhelm Junker.
- Die obern Nilländer (avec 160 vues photographiques), 1881.
- Der Sudan und der Mahdi, Das Land, die Bewohner und der Aufstand, 1884.
- Der Sudan unter ägyptischer Herrschaft, 1888).

Œuvres de Richard Buchta
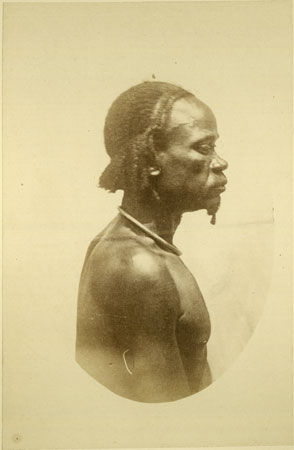
Homme Zandé (Makaraka), Soudan, 1877–1880.
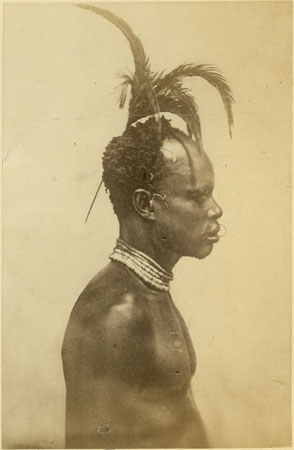
Un Avokaya, Soudan, 1877–1880.
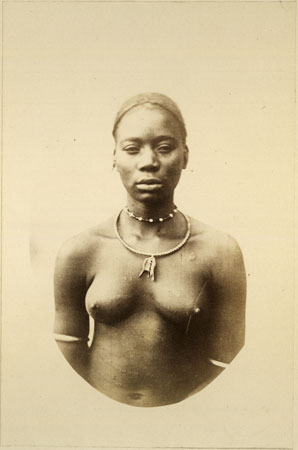
Femme Mangbetu, 1877–1880.
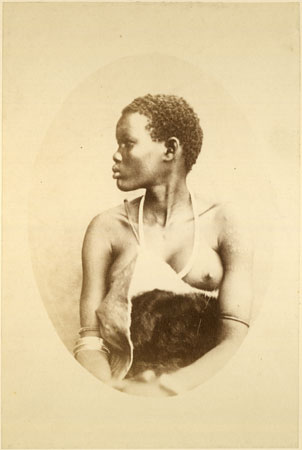
Fille Shilluk.
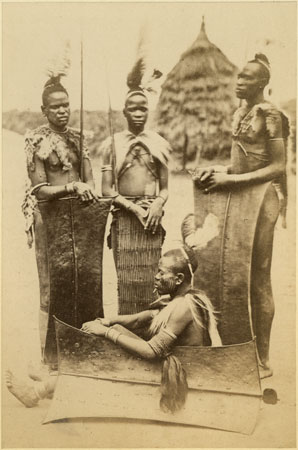
Guerrier Acholi.
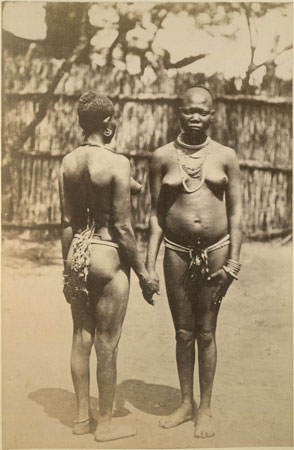
Deux femmes Avokaya, Soudan, 1877–1880.
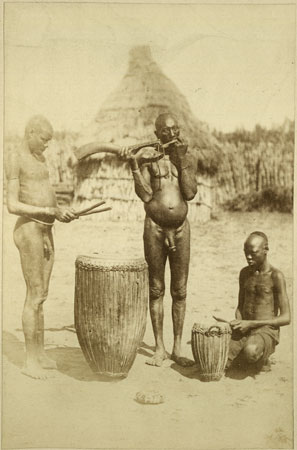
Musiciens Bari, Soudan, 1877–1880.
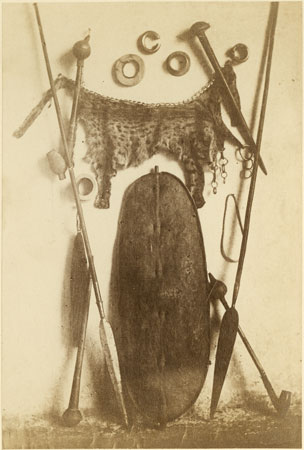
Matériel Shilluk, Soudan, 1877–1880.
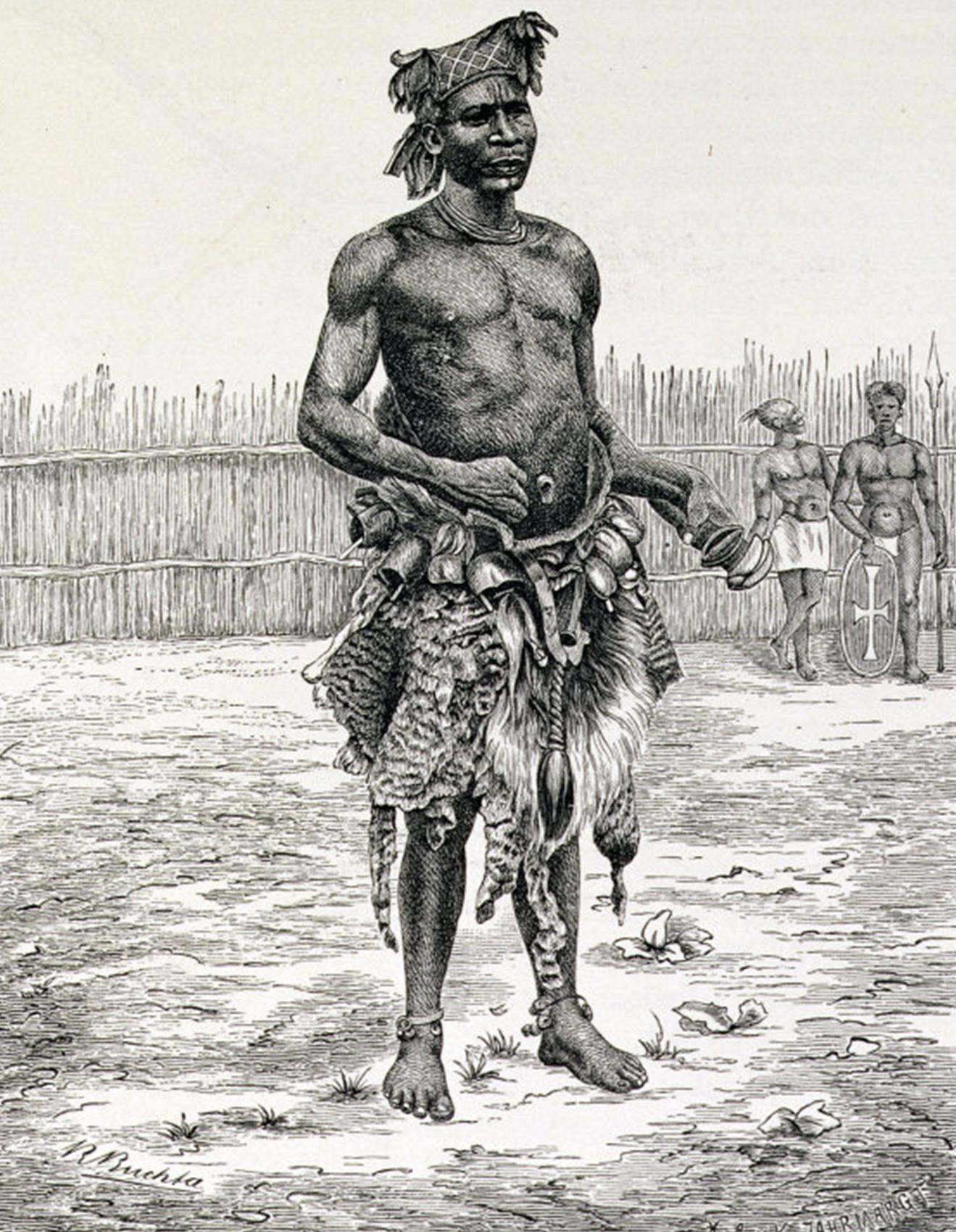
Azandeh.
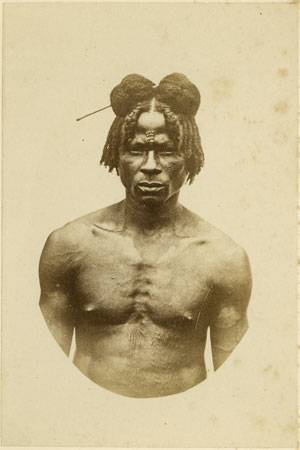
Homme Zandé, 1877-1880.
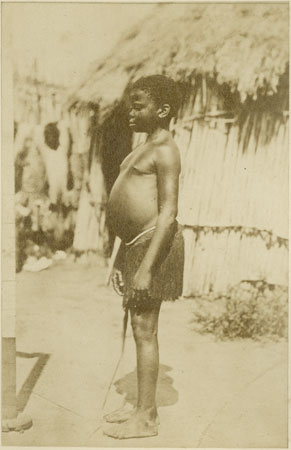
Fille Baka, 1877-1880.
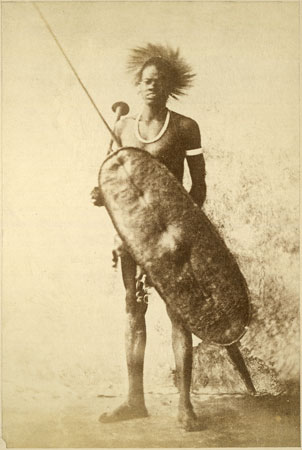
Guerriers Shilluk, 1877-1880.
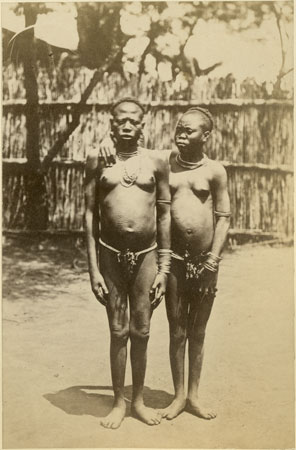
Femmes Mundu, 1877-1880.
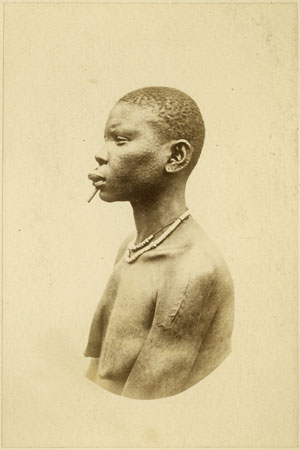
Femme Baka, 1877-1880.
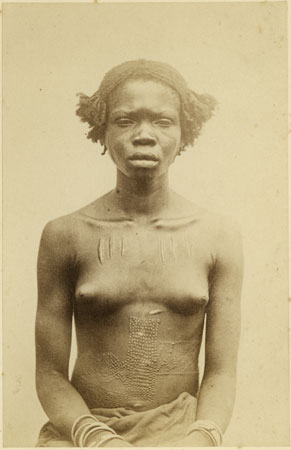
Femme Zande, 1877-1880.
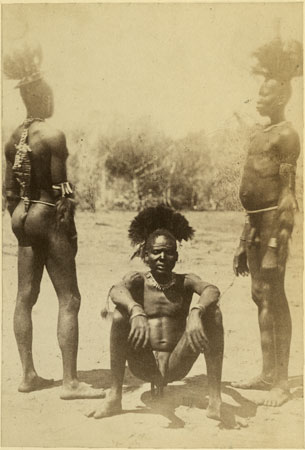
Hommes Bari, 1877-1880.
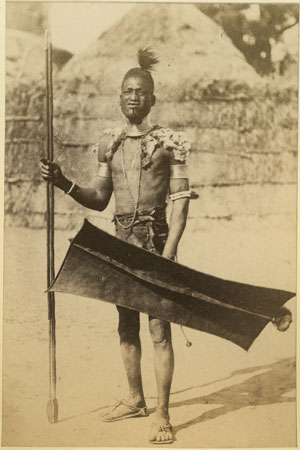
Guerrier Acholi, 1877-1880.
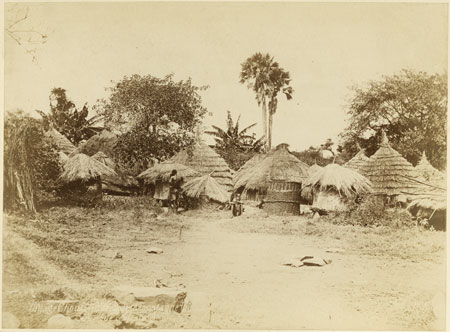
Village Acholi, 1877-1880.
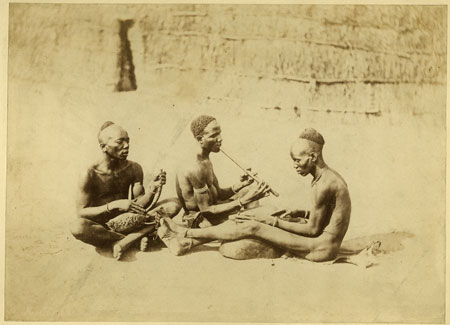
Musiciens Acholi, 1877-1880.
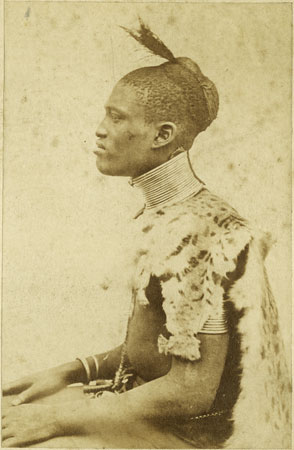
Homme Acholi, 1877-1880.
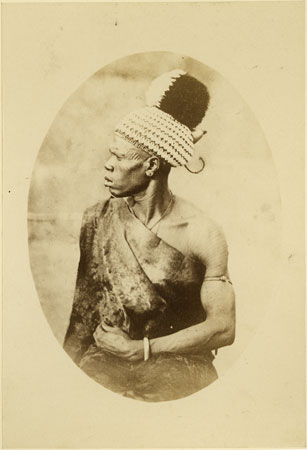
Chef Acholi, 1877-1880.